# 拉波馬

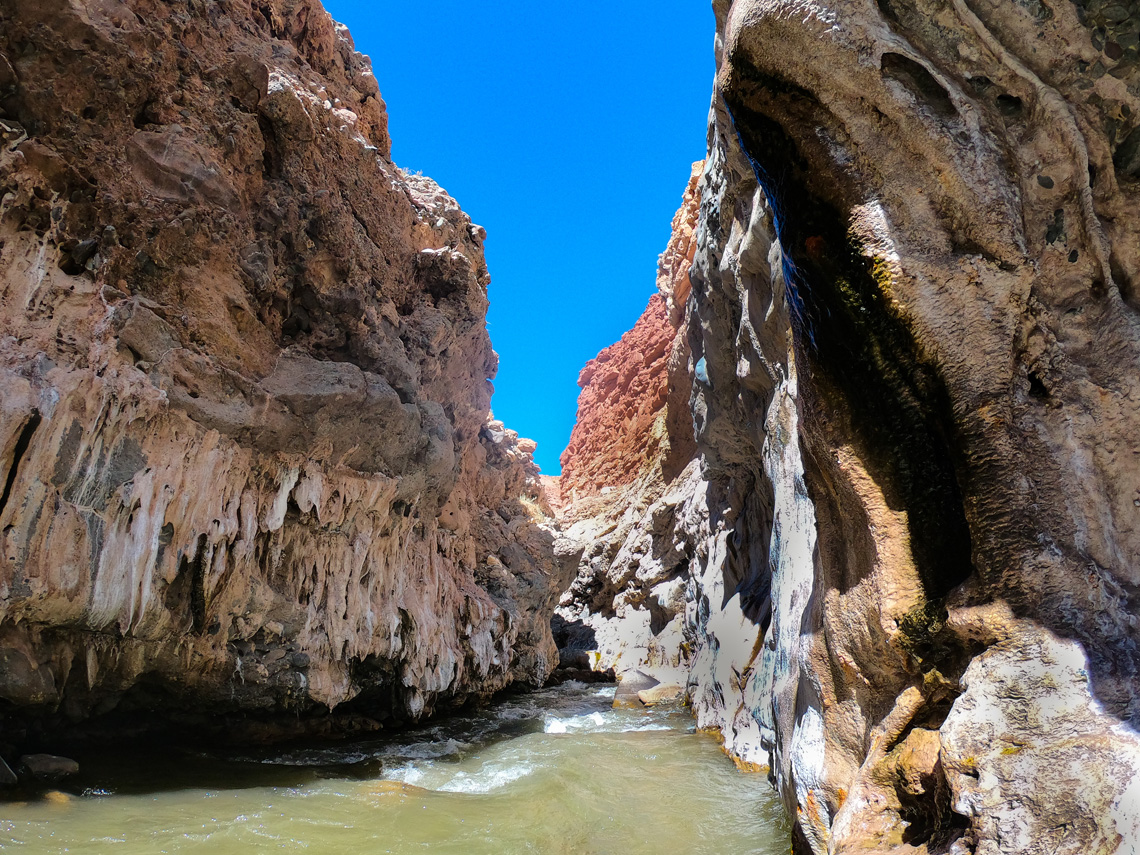
拉波馬

拉波馬（西班牙語：La Poma），是阿根廷的城鎮，位於該國西北部薩爾塔省，是拉波馬縣的首府，海拔高度3,015米，該地區的地震活動頻繁和低強度，2001年人口615。